# 潘樹柟
潘樹柟（?—?），一做樹楠，浙江仁和县人，清朝政治人物。同进士出身。
康熙三十年，登进士，后授福清县知县。康熙54年（1715年），擔任清朝遵义府婺川縣知縣。后由鄧瀾接任。